# 우에다촌 (니가타현)
우에다촌(上田村)은 니가타현 미나미우오누마군에 있던 촌이다.

## 역사
- 1906년 4월 1일 - 미나미우오누마군 이시우치촌이 성립하였다.
- 1957년 2월 1일 - 시오자와정, 이시우치촌과 합병해, 새로운 시오자와정이 신설되어 소멸하였다.

## 참고문헌
- 『市町村名変遷辞典』東京堂出版、1990年。